# Кинасошвили, Роберт Семёнович
Роберт Семёнович Кинасошви́ли (1899—1964) — советский конструктор авиационных двигателей.

## Биография
Родился в 1899 году. Окончил МГУ имени М. В. Ломоносова (1924) и МАИ (1930, факультет № 2).
В 1930—1964 годах работал в ЦИАМ. С 1939 года начальник отдела, затем лаборатории, с 1954 года заместитель начальника института.
Разрабатывал методы расчета на усталостную прочность деталей поршневых авиационных двигателей (1938—1948) и методы расчёта на прочность дисков турбин и других деталей газотурбинного двигателя (1947—1963).
Профессор (1949), доктор технических наук (1953, тема диссертации «Расчет на прочность дисков турбомашин»).
Умер 25 апреля 1964 года. Похоронен в Москве на Введенском кладбище (19 уч.).

## Сочинения
Автор учебника, издававшегося много раз с 1960 г., в том числе уже после его смерти: Сопротивление материалов: Краткий учебник / Р. С. Кинасошвили, 1975. — 384 с.

## Награды и премии
- Сталинская премия третьей степени (1949) — за исследования в области динамической прочности машин
- заслуженный деятель науки и техники РСФСР (1960)
- два ордена Ленина (в т.ч. 16.09.1945)
- орден Трудового Красного Знамени
- орден Красной Звезды
- медали